# Prismognathus davidis davidis
Prismognathus davidis davidis es una subespecie de coleóptero de la familia Lucanidae.

## Distribución geográfica
Habita en Taiwán (China).